# 양신 (고구려)
양신(陽神, ?~?)은 고구려의 관리이다.

## 생애
비류나(沸流那) 출신으로 차대왕의 오랜 벗이었다. 차대왕이 즉위하기 전 양신은 조의(皂衣)였는데, 132년 미유, 어지류와 함께 태조대왕의 왕위를 찬탈할 것을 권하였다. 차대왕은 당시에는 이를 거절하였다. 훗날 차대왕이 즉위한 뒤인 147년, 양신은 중외대부(中畏大夫)에 임명되고 우태(于台)의 관위로 승격되었다.

## 평가
명림답부와 함께 조의 출신의 '대지도자' 중 한 명으로 꼽히기도 하였다.

## 같이 보기
- 차대왕